# Morochów

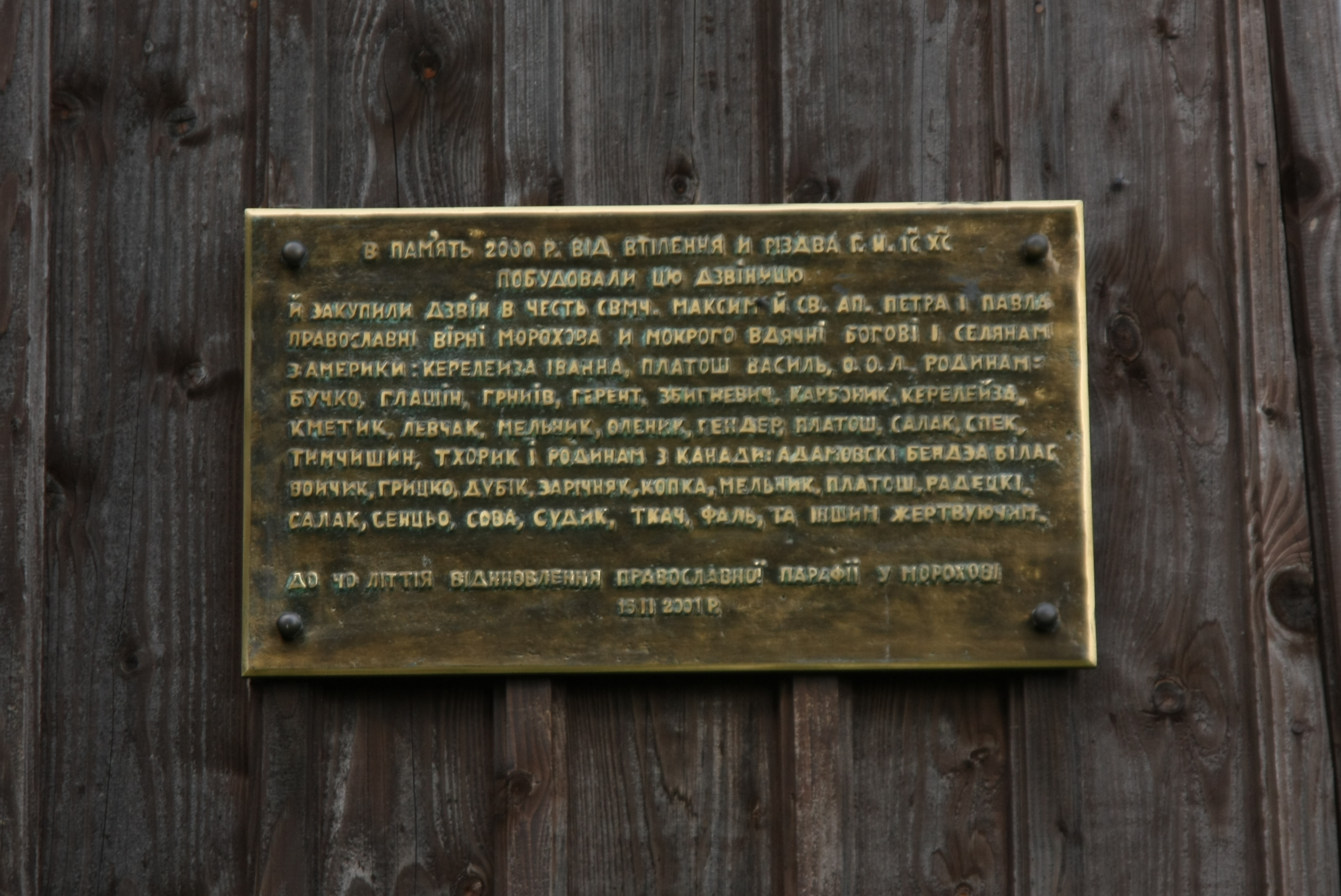
Inskrypcja na dzwonnicy cerkiewnej

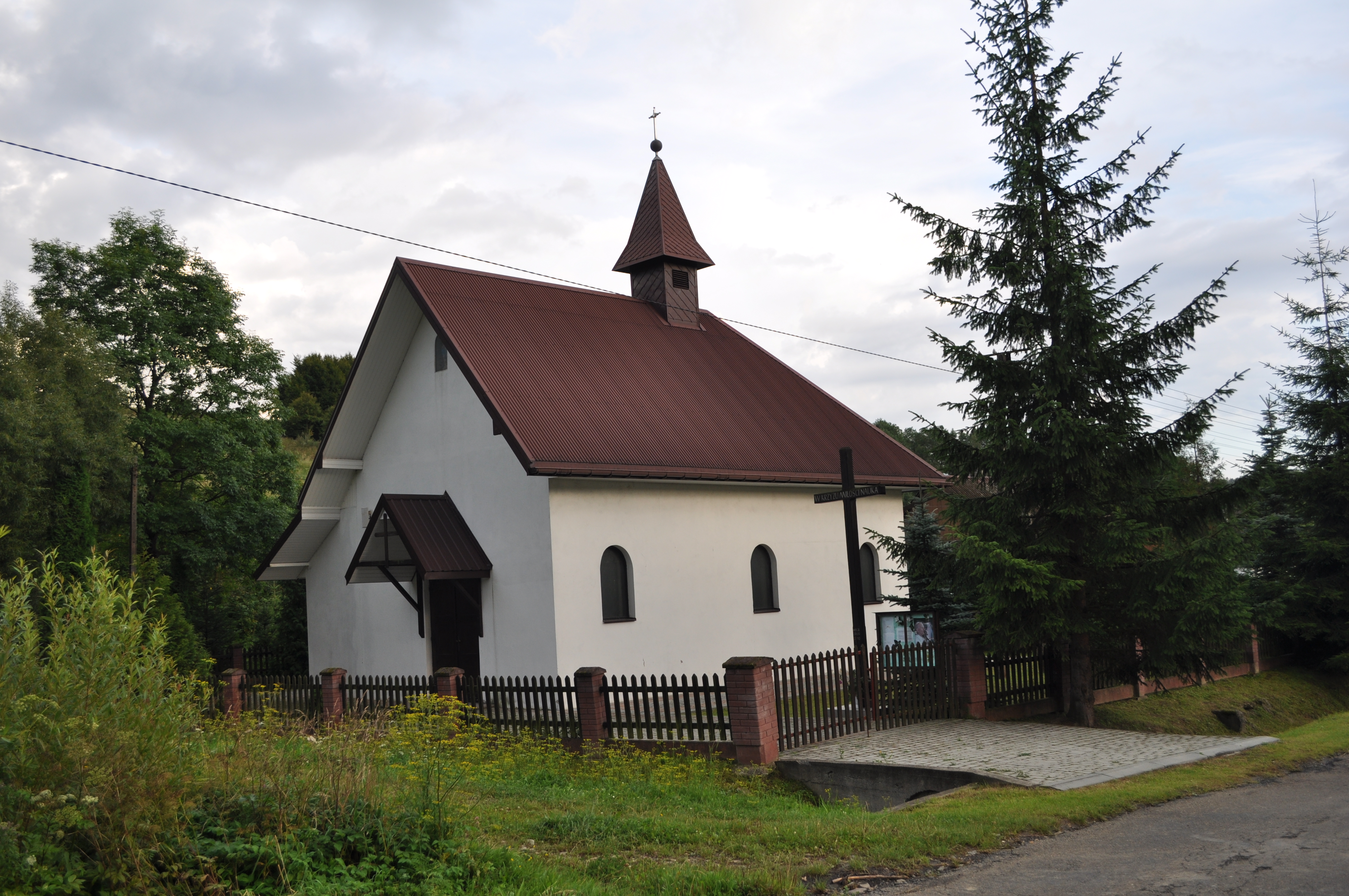
Kaplica św. Jana z Dukli

Morochów (j. łemkowski Морохів, w latach 1977–1981 Mroczków) – wieś w Polsce, położona w województwie podkarpackim, w powiecie sanockim, w gminie Zagórz. Leży w odległości pół kilometra od rzeki Osławy.
W latach 1975–1998 miejscowość administracyjnie należała do województwa krośnieńskiego.

## Integralne części wsi
| SIMC    | Nazwa    | Rodzaj    |
| ------- | -------- | --------- |
| 0362690 | Za Rzeką | część wsi |

## Historia
W 1402 w dokumentach pojawia się nazwa Morochowa. Z dokumentu z 1468 dowiadujemy się o przeprowadzeniu granicy między Porażem, Czaszynem i Morochowem. W XVII w. właścicielem Pielni był Jan Morochowski prawdopodobnie pochodzący z tej miejscowości.
W połowie XIX wieku właścicielem posiadłości tabularnej w Morochowie był Wacław Lisowiecki. Na przełomie XIX/XX wieku właścicielem tabularnym dóbr we wsi był Antoni Lisowiecki, który do 1903 posiadał we wsi obszar 274,5 ha. Jego spadkobiercy zbyli majątek. Zakupił go Artur Goldhammer, w 1911 posiadał 37 ha, który następnie rozparcelował dobra.
Do 1914 powiat sądowy w Sanoku, gmina Bukowsko. W 1898 wieś liczyła 373 mieszkańców oraz 59 domów, pow. wsi wynosiła 5,09 km². Morochów graniczy z Zawadką.
Morochów jest jednym z najstarszych ośrodków górnictwa naftowego na świecie, kopalnie ropy naftowej istniały tu przed 1884.
Od listopada 1918 do stycznia 1919 Morochów wchodził w skład Republiki Komańczańskiej.
We wrześniu 1944 podczas operacji dukielsko-preszowskiej we wsi stacjonowała niemiecka 96. Infanterie-Division (XXIV. Panzerkorps) broniąca pozycji przed nacierającym od wschodu radzieckim 67 Korpusem piechoty oraz 167 i 129 Korpusem strzelców (107 Dywizji Piechoty).

## Wiek XXI
Od 2002 w Morochowie odbywają się na przełomie lipca i sierpnia warsztaty artystyczne w ramach Szkoły Dziedzictwa Kulturowego Pogranicza. Organizatorem warsztatów jest Cieszyńskie Studio Teatralne oraz Stowarzyszenie na Rzecz Odnowy i Współistnienia Kultur "Sałasz". Miejscem spotkań jest stara wyremontowana stodoła na skraju wsi. Na deskach morochowskiej "stodoły" wystawiane były m.in. "Historia Konia" według Lwa Tołstoja, Tryptyk Chasydzki "Jak Fajwł szukał samego siebie", "Ballady Dziadowskie" lubeskiego teatru Tomasza Rokosza, "Dobosz" według Stanisława Vincenza.

## Obiekty sakralne
- Prawosławna (dawniej greckokatolicka) cerkiew Spotkania Pańskiego, wybudowana ok. 1837, na fundamentach starszej świątyni. Parafia unicka obejmowała miejscowości Mokre, Niebieszczany, Ratnawicę, Zawadkę Morochowską i Poraż. Była częścią eparchii przemyskiej, od 1934 pod kuratelą Apostolskiej Administracji Łemkowszczyzny. W 1961 budynek został przekazany prawosławnym i obecnie jest siedzibą miejscowej parafii.

- Rzymskokatolicka kaplica filialna parafii Matki Boskiej Gromnicznej w Porażu. Dawniej Morochów należał do parafii św. Mikołaja w Niebieszczanach. Kaplica otrzymała wezwanie św. Jana z Dukli.

## Mieszkańcy
Nazwiska mieszkańców z XIX wieku: Barniat, Bendza, Bogacz, Bojko, Braczko, Wowczak, Wolonczuk, Haman, Harmacz, Danko, Dziulik, Dubik, Jaskółka, Kasprzyk, Kozak, Kondrat, Kiełtyka, Madej, Mołczan, Oksa, Osnawski, Ostrowski, Perun, Piszko, Platosz, Popowicz, Potelicki, Radecki, Sas, Sencio, Semenyk, Semczyk, Uram, Fal, Chrustawka, Cap, Capik, Szamra, Sztuka, Adamowski.

### Metryki
(unickie)
- Liber natorum: 1791–1829, 1831–1835, 1837–1845
- Liber copulatorum: 1793, 1795–1800, 1821–1830, 1833–1835, 1837–1845
- Liber mortuorum: 1791–1810, 1821–1830, 1837–1845